# James O’Shaughnessy
James O’Shaughnessy (* 14. Januar 1992 in Naperville, Illinois) ist ein ehemaliger US-amerikanischer American-Football-Spieler auf der Position des Tight Ends. Zuletzt spielte er für die Minnesota Vikings in der National Football League (NFL). Von 2015 bis 2017 stand er bei den Kansas City Chiefs unter Vertrag, anschließend spielte er fünf Jahre lang für die Jacksonville Jaguars.

## Frühe Jahre
O’Shaughnessy ging in seiner Geburtsstadt Naperville, Illinois, auf die Highschool. Später besuchte er die Illinois State University.

## NFL

### Kansas City Chiefs
O’Shaughnessy wurde im NFL-Draft 2015 in der fünften Runde an 173. Stelle von den Kansas City Chiefs ausgewählt. In seinen zwei Jahren bei den Chiefs fing er acht Pässe für 86 Yards.

### New England Patriots
Am 29. April 2017 wurde O’Shaughnessy zu den New England Patriots getradet. Am 2. September 2017 wurde er entlassen.

### Jacksonville Jaguars
Einen Tag später, am 3. September 2017, nahmen die Jacksonville Jaguars O’Shaughnessy unter Vertrag. In seiner ersten Saison bei den Jaguars fing er für 149 Yards und auch seinen ersten Touchdown in der NFL. Seine zweite Saison bei den Jaguars beendete er mit 24 Passfängen für 214 Yards. In der Saison 2019 erlitt O’Shaughnessy am fünften Spieltag eine Verletzung, die das Saisonaus bedeutete, bis dahin fing er 14 Pässe für 153 Yards.
Am 17. März 2021 unterschrieb er einen neuen Vertrag bei den Jaguars.
Nach dem zweiten Spieltag der Saison 2021 wurde O’Shaughnessy auf die Injured Reserve List gesetzt. Am 27. November wurde er wieder aktiviert.

### Chicago Bears
Im April 2022 unterschrieb O’Shaughnessy einen Einjahresvertrag bei den Chicago Bears. Im Rahmen der Kaderverkleinerung auf 53 Spieler wurde er vor Beginn der Regular Season am 30. August 2022 entlassen.

### Minnesota Vikings
Am 14. November 2022 nahmen die Minnesota Vikings O’Shaughnessy für ihren Practice Squad unter Vertrag.